# 北風と太陽の法廷
『北風と太陽の法廷』（きたかぜとたいようのほうてい）は2017年3月17日21時 - 22時54分に、日本テレビ系の「金曜ロードSHOW!」枠で放送された。主演は波瑠と岡田将生。視聴率は12.0%。
「北風と太陽」の如く正反対のスタイルの弁護士の、離婚裁判を舞台とした活躍譚である。

## キャスト

### ゴールドウィング法律事務所
櫻川 風香
演 - 波瑠
冷徹な法廷戦術で離婚成立成功率100%の腕を持つ。「鉄仮面」のあだ名の通り性格も冷徹。科学知識なども豊富であり、その理論を法廷戦術にも取り入れている。
大村 真由子
演 - 内田理央
風香の助手。
五十畑 光一郎
演 - 大谷亮平
風香の上司。

### 手塚法律事務所
麹谷 陽太
演 - 岡田将生
優しい法廷戦術で和解成功率100%の腕を持つ。
柴山 直道
演 - 八嶋智人
陽太の助手。バツイチ。公務員を辞して司法試験に挑戦したが、試験当日体調を崩し受験できず。そのまま傍聴マニアになっていたところをスカウトされ陽太の助手になる。
手塚 六郎
演 - 市村正親
陽太の上司。
太田 みどり
演 - 伊藤麻実子
事務員。

### 傍聴トリオ
大垣
演 - 温水洋一
久保
演 - 迫田孝也
泉田
演 - 島丈明

### 原家
原 正治
演 - 山本裕典
開業医の一人息子。医学部浪人中で八回以上も入試に落ちている。
原 響子
演 - 川島海荷
正治の妻。元ヤン。口は悪いが、周りに合わせた配慮は出来る。
原 朗
演 - 田中レイ
正治の息子。母親を慕っている。
原 康三
演 - 中原丈雄
正治の父。
原 久子
演 - 高橋ひとみ
正治の母。

### 関係者
櫻川 笙子
演 - キムラ緑子
風香の母。バツイチのシングルマザー。風香とは正反対のお気楽な性格。
岡野 由香利
演 ‐ おのののか
原総合病院の女医。
黒崎 早苗
演 - 朝倉えりか
響子の友人。
ガソリンスタンド店長
演 - 木本武宏
スナックのママ
演 - 大島蓉子
スナック常連客
演 - 遠藤章造

### 別の離婚訴訟
梨元 重幸
演 ‐ 竹財輝之助
被告。専業主夫。
梨元 佳織
演 ‐ 宮地真緒
重幸の妻。実は自分も仕返しといわんばかりに不倫していた。
重幸の不倫相手
演 ‐ 田中雅美、高木里代子

### 離婚の風景のスーパーエキストラ
石田純一、東尾理子、椿鬼奴、大、アニマル浜口、浜口京子、浜口初枝

### その他
菊地幸夫、笠松将、加藤満、鈴木アキノフ、田中仁、山崎カズユキ、山本耕大、佐藤勇人、安藤理樹、伊豆義継、藤本悠希 ほか
ナレーション - 広瀬修子

## スタッフ
- 脚本 - 横田理恵
- 演出 - 佐久間紀佳
- サウンドデザイン - 石井和之
- 法律監修 - 小林康恵、羽田長愛
- チーフプロデューサー - 伊藤響
- プロデューサー - 鈴間広枝、髙石明彦（The icon）
- 制作協力 - The icon
- 製作著作 - 日本テレビ

## スピンオフドラマ
Huluオリジナルストーリー『北風の法廷 ～鉄仮面弁護士・櫻川風香～』（前後編）と『太陽の法廷 ～不戦弁護士・麹谷陽太～』（前後編）のタイトルで、本編『北風と太陽の法廷』に合わせた番外編が、2017年3月10日・17日・24日・31日に配信された（4回）。これまでも、スピンオフドラマなどで日テレとコラボしてきたHuluだが、地上波の放送前に配信開始するのは初めて。